# Municipio de Rosemeade
El municipio de Rosemeade (en inglés: Rosemeade Township) es un municipio ubicado en el condado de Ransom en el estado estadounidense de Dakota del Norte. En el año 2010 tenía una población de 39 habitantes y una densidad poblacional de 0,42 personas por km².

## Geografía
El municipio de Rosemeade se encuentra ubicado en las coordenadas 46°20′25″N 97°21′14″O / 46.34028, -97.35389. Según la Oficina del Censo de los Estados Unidos, el municipio tiene una superficie total de 93.97 km², de la cual 93,91 km² corresponden a tierra firme y (0,06 %) 0,05 km² es agua.

## Demografía
Según el censo de 2010, había 39 personas residiendo en el municipio de Rosemeade. La densidad de población era de 0,42 hab./km². De los 39 habitantes, el municipio de Rosemeade estaba compuesto por el 100 % blancos. Del total de la población el 0 % eran hispanos o latinos de cualquier raza.